# Совместная покупка
Совме́стная поку́пка (также совместная закупка, групповая покупка, коллективная покупка) — принцип организации покупки, который появился в середине 2000-х годов на стыке новых возможностей интернет-коммуникаций по удалению избыточных посредников и неформальной системы местных потребительских связей определённого города и региона. При совершении совместной покупки несколько лиц приобретают товары непосредственно у поставщика или производителя по оптовым ценам, независимо от страны его расположения. Такая покупка делается организатором нередко через интернет-магазин или онлайн-аукцион.
Посредником между поставщиком и покупателями становится организатор закупки (частное лицо, либо организация; по некоторым данным едва ли не большинство из зарегистрированных организаторов используют зарубежные юридические лица).
Организатор занимается:
- выбором ассортимента,
- поиском поставщиков,
- сбором заказов,
- сбором оплаты от участников покупки (покупателей),
- получением товара,
- передачей его покупателям.

Для оплаты услуг организатора на цену товара начисляется организаторский процент (оргпроцент) или сбор, обычно составляющий порядка 10-20 % от закупочной цены товара. Отличительная особенность этой формы потребительской кооперации — полностью открытый и ограниченный процент, который получает организатор — в отличие от любых форм торговли. В зависимости от типа закупки, оплата может происходить либо на собственные средства организатора, либо на средства участников. Участники закупки оплачивают стоимость товара, организационный сбор и расходы на доставку заказа.
Совместные покупки совершаются через Интернет на тематических форумах (наиболее ранняя форма), специализированных сайтах, или через социальные сети (последние две формы сопровождаются возможностью получения персонализированных уведомлений о статусе заказа).
Разовая организация покупок не считается нарушением закона, а требует лишь декларирования налогов и уплаты НДФЛ.

## История совместных покупок
Первое известное объединение покупателей относится к 1860-м годам. Джордж Гилман, основатель Great Atlantic & Pacific Tea Company в Нью-Йорке, придумал новый способ маркетинга. Он рассылал клиентам предложения организовывать «клубы покупок» среди своих соседей. Такой клуб мог делать совместные заказы чая и кофе, получая хорошую скидку; доставка производилась еженедельно. Организаторы получали дополнительную упаковку товара за свои усилия.
К началу XX века покупатели начали сами создавать клубы для совместных покупок — как в США, так и в Европе. Чаще всего такие клубы формировались соседями по району для закупки продовольственных товаров.
Уже на этом этапе развития проявилась характерная особенность этого метода потребительской кооперации — Совместная покупка либо опирается на влиятельное местное сообщество — своеобразное коммерческо-потребительское местничество, либо со временем превращается в обычную систему дисконтных распродаж, либо угасает. Любопытно, что многие создатели интернет площадок для организации СП слабо понимают эту особенность, в случае успеха в одном городе пытаясь масштабировать свои проекты до общенациональных или транснациональных, что нередко ведет к упадку проекта. В тех регионах, где организаторы не обладают значительным «социальным весом», влиятельностью, их «Совместная покупка» развивается очень слабо.
Развитие интернета позволило вывести старую идею на новый уровень. В конце 1990-х в США появилось сразу несколько крупных сайтов с групповыми покупками. Все они выступали в качестве посредников, договариваясь с поставщиками и предлагая посетителям каталог товаров для групповой покупки.
В России и Китае совместные покупки начали появляться в середине 2000-х годов, сперва в виде объединения пользователей интернет форумов. Нередко основными участниками покупок выступали молодые мамы, которым необходимо было покупать большое разнообразие быстро устаревающих детских вещей в условиях необходимости экономии семейного бюджета. Через некоторое время самые активные участники стали заниматься организацией закупок на постоянной основе, взимая за свои услуги небольшой процент.
История развития групповых покупок показывает, что этот торговый инструмент возникает как реакция рынка на определённые обстоятельства. Прежде всего, это ограниченные бюджеты покупателей, и неразвитая розничная торговля, неспособная соответствовать этим бюджетам. Повышение уровня жизни и развитие торговли несколько снижают внимание покупателей к процедурам совместных покупок.

## Современное положение
Согласно статистике 2015 года, покупку на СП в интернете хотя бы раз за год совершали 22 % опрошенных. Чаще всего в складчину заказывают одежду и обувь, товары для детей и косметику. Главные мотивы совместных покупок — скидки за оптовый заказ и низкая стоимость доставки. В небольших городах этот способ заказывать товары распространён в среднем больше, чем в крупных, а среди городов с населением более миллиона человек совместные онлайн-покупки пользуются особенной популярностью в Нижнем Новгороде и Новосибирске.
|                                         | Нижний Новгород | Ростов-на-Дону | Самара  |            |
| --------------------------------------- | --------------- | -------------- | ------- | ---------- |
| Сделали хотя бы одну покупку за 2018 г. | 220 000         | 130 000        | 100 000 | 100 000    |
| Число покупок за 2018 г.                | 1 200 000       | 700 000        | 627 655 | не назвали |

Площадки, особенно крупные, нередко позиционируются как «федеральные», но де-факто ядром и основной частью аудитории всегда является СП-сообщество «домашнего» региона.

## Механизм совершения коллективной покупки
Этапы совместной покупки с точки зрения покупателя:
1. Организатор открывает закупку, указывает условия участия в закупке и прейскурант. Первоначально товар выбирался участником закупки непосредственно с сайта фирмы-поставщика или из каталога, созданного организатором. Сейчас в большинстве городов действуют специальные платформы. За счёт закупки партии товара цены, предлагаемые поставщиком, могут оказываться ниже розничных цен на тот же товар в магазине.
2. Участники закупки (условно называемые покупателями) делают заказы.
3. При наборе заказов на сумму, достаточную для выкупа товара у оптового поставщика, организатор объявляет Стоп закупки. Организатор отправляет общий заказ поставщику для согласования наличия товара на складе и ждёт счёт на оплату подтверждённых товаров.
4. До объявления стопа закупки участники могут менять или удалять свои заказы, после стопа отказы не принимаются.
5. После получения счёта от поставщика организатор либо оплачивает его из своих средств, либо (реже) объявляет сроки и варианты сбора денег.
6. После оплаты счета организатором осуществляется доставка товаров в специализированные центры раздач (ЦР), где участники закупки в удобное для них время могут забрать свои покупки.
7. Все этапы закупки освещаются организатором на специализированных сайтах или форумах.

## Плюсы и минусы участия в совместных покупках
Положительные особенности совместных покупок:
1. Во многих случаях итоговая стоимость товаров оказывается ниже благодаря снижению количества посредников в цепочке и уменьшению их издержек (ниже торговая наценка, например в цену не закладывается расход продавцов на аренду помещения, склада, персонал, налоги, социальные отчисления). Однако иногда организаторы совместных покупок предлагают более высокие цены, чем в рознице.[7]
2. Возможность работы с различными производителями, что приводит к более широкому ассортименту товаров.
3. В случае, если организатор является физическим лицом, то возникающие между ним и покупателем отношения не регулируются Законом РФ «О защите прав потребителей», и покупатель имеет меньше прав. В случае проблем, организатор несет меньшие риски, чем юридические лица в аналогичной ситуации.[8][9]

Минусы участия и организации совместных покупок:
1. При оптовой закупке поставщик может оставить за собой право предоставить товар, отличающийся по цветам и размерам (Организатор получает так называемый «пересорт»). Но, как правило, это достаточно редкие случаи и организаторы предупреждают о них заранее.
2. Иногда нет возможности заранее убедиться в качестве товара и в том, насколько он подходит (например, примерить одежду или обувь, определить соответствие размерной сетки). Этих проблем удается избежать все чаще, так как организаторы подробно описывают вещи (указывают объём талии, бедер и т. д.; по обуви добавляют в описании фразы вроде: «маломерят на размер»).
3. Организатор — это посредник, он заявляет, что не несет ответственности ни за полученный товар, ни за сам факт его получения. Однако неполучение товара может отразиться на репутации организатора, Роспотребнадзор не исключает возможности судебного возмещения потерь (при условии, что заявитель сможет доказать в суде наличие договоренностей о закупке[10])
4. Расчет может проводиться неофициально, без подтверждающих документов, таких как товарный чек, расписка. Все отношения строятся на доверии между организатором и участниками закупки.
5. Возможность мошенничества со стороны организатора не исключается, как в форме кражи собранных средств,[11] так и в виде завышения цен каталога.[12] Хотя за всю историю существования совместных закупок такие ситуации можно пересчитать по пальцам одной руки, поскольку для сообществ потребительской кооперации социальный вес организаторов и их репутация, как составляющая такого веса, представляют реальную ценность.
6. Ожидание товара может составить до нескольких недель.
7. Не все поставщики работают с физическими лицами.